# Michael Dusek
Michael Dusek (Niederwörresbach, Alemania Federal; 10 de noviembre de 1958 – 14 de julio de 2023) fue un futbolista y entrenador de fútbol de Alemania que jugó en la posición de defensa.

## Carrera

### Club
| Periodo   | Club                    |
| --------- | ----------------------- |
| 1975-1977 | SV Niederwörresbach     |
| 1977-1979 | 1. FC Kaiserslautern II |
| 1979-1988 | 1. FC Kaiserslautern    |

### Selección nacional
Jugó para Alemania Federal en una ocasión en 1980.

### Entrenador
| Periodo   | Club                     |
| --------- | ------------------------ |
| 1988–1991 | SV Niederwörresbach      |
| 1991–1994 | TuS Tiefenstein          |
| 1994–1996 | SV Wittlich              |
| 1996–1999 | SC Idar-Oberstein        |
| 1999–2001 | 1. FC Kaiserslautern II  |
| 2001–2006 | 1. FC Kaiserslautern III |
| 2007      | TuS Mörschied II         |
| 2007–2011 | SC Idar-Oberstein        |
| 2011–2012 | FK Pirmasens             |
| 2014      | FC Viktoria Merxheim     |
| 2015      | SV Nanzdietschweiler     |